# Lista odcinków programu Pogromcy mitów
| #        | #     | Tytuł odcinka | Mity | Premiera   |
| Pilot    | Pilot | Pilot | Pilot | Pilot      |
| -------- | ----- | --- | --- | ---------- |
| 1        | 1     | Rakietowy Samochód Jet-Assisted Chevy                                                                                         | - Odrzutowy Chevrolet. - Pop Rocks (oranżada w proszku) i napój gazowany. | USA: 2003  |
| 2        | 2     | Wybuchające Puszki Biscuit Bazooka                                                                                            | - Toaleta w samolocie. - Pocisk z ciasta. - Wybicie szyby własnym ciałem. | USA: 2003  |
| 3        | 3     | Makowy Test Narkotykowy Poppy-Seed Drug Test                                                                                  | - Latające krzesło. - Opiaty w maku. - Śmierć po pomalowaniu ciała złotą farbą („Goldfinger”). | USA: 2003  |
| Seria 1  |       | | |            |
| 4        | 1     | (Eksplodująca Toaleta) Exploding Toilet                                                                                       | - Czy niedopałek wrzucony do muszli klozetowej spowoduje wybuch? - Mniej zmokniesz idąc wolno. - Lodowy pocisk i strzelanie z parasola. | USA: 2003  |
| 5        | 2     | Telefon Komórkowy + Stacja Benzynowa = Explozja (Telefon Komórkowy Niszczy Stację Benzynową) Cell Phone Destroys Gas Station  | - Czy komórka może wysadzić stację paliw? - Silikonowy biust w samolocie. - Pękające płyty CD. | USA: 2003  |
| 6        | 3     | Beczka Cegieł Barrel of Bricks                                                                                                | - Beczka cegieł. - Sikanie na trzecią szynę. - Niszcząca siła portfela ze skóry węgorza. | USA: 2003  |
| 7        | 4     | Spadający Cent Penny Drop | - Czy moneta jednocentowa zrzucona z dachu Empire State Building może zabić człowieka? - Mikrofalówki. - Plomby odbierające fale radiowe. | USA: 2003  |
| 8        | 5     | Przedwczesny Pogrzeb (Pogrzebany Żywcem) Buried Alive                                                                         | - Pogrzebanie żywcem. - Kola do czyszczenia i nie tylko. - Czy jeżeli ktoś będzie trzymał przed sobą młotek podczas upadku do wody to obrażenia będą mniejsze? | USA: 2003  |
| 9        | 6     | Ćwiek w Języku Ściąga Pioruny (Uderzenie Pioruna/Piercing Języka) Lightning Strikes/ Tongue Piercings                         | - Błyskawice i kolczyk w języku. - Działo z drewna. - Jak oszukać alkomat? | USA: 2003  |
| 10       | 7     | Cuchnący Samochód Stinky Car                                                                                                  | - Cuchnący samochód. - Szopia rakieta. | USA: 2003  |
| 11       | 8     | Ucieczka z Alcatraz Alcatraz Escape                                                                                           | - Ucieczka z Alcatraz. - Kacze echo. - Czipy w ludzkim ciele. | USA: 2003  |
| 12       | 9     | Miotacz Kurczaków (Kurczakowe Działo) Chicken Gun                                                                             | - Kurczak kontra samolot. - Zabójcza pralka. - Ośmiornica w żołądku. | USA: 2004  |
| 13       | 10    | (Wybuchowa Dekompresja) Explosive Decompression                                                                               | - Czy mała dziura w poszyciu samolotu, zrobiona strzałem z pistoletu, wyssie pasażerów na zewnątrz? - Wyrwana tylna oś. - Nabój zamiast bezpiecznika. | USA: 2004  |
| 14       | 11    | Na Dno z Titaniciem (Tonący Titanic) Sinking Titanic                                                                          | - Czy tonący statek wciągnie człowieka pod wodę? - Pamięć złotej rybki. - Wybuchający puzon. | USA: 2004  |
| 15       | 12    | Marsz po Moście Break Step Bridge                                                                                             | - Czy rytmiczny marsz żołnierzy po moście może doprowadzić do jego zawalenia? - Szczoteczka z niespodzianką. - Czy osada wioślarska uciągnie narciarza? | USA: 2004  |
| 16       | 13    | (Pochowany w Betonie) Buried in Concrete                                                                                      | - Betonowy grób. - Taksówka przewrócona przez odrzutowiec. - Kosarz – najniebezpieczniejszy pająk na świecie. | USA: 2004  |
| 17       | 14    | (Rewizja Mitów) Myths Revisited                                                                                               | - Sikanie na trzecią szynę. - Goldfinger. - Latające kurczaki. - Lodowy pocisk. - Komórka wysadza stację paliw. - Wybuchające puszki z aerozolem. - Wybuchowy biustonosz. - Most zarwany przez wojsko. | USA: 2004  |
| Seria 2  |       | | |            |
| 18       | 1     | (Płetwonurek i Samochodowe Figle) Scuba Diver and Car Capers                                                                  | - Czy to możliwe, żeby pompa helikoptera strażackiego wyciągnęła z wody nurka i przeniosła go nad miejsce pożaru? - Samochodowe mity: - Zatkana rura wydechowa - Płyn do przepychania wlany do baku wysadzi wóz - Cukier w benzynie - Kulki na mole w zbiorniku - Strzał w bak powoduje wybuch - Czy jeżeli schowamy się za drzwiami samochodu nie zostaniemy postrzeleni? - Cola zamiast płynu chłodniczego - Jajko uszczelnia uszkodzoną chłodnicę - Moneta w gaźniku zniszczy silnik - Wybielacz w oleju. | USA: 2004  |
| 19       | 2     | (Starożytne Promienie Śmierci) Ancient Death Ray                                                                              | - Starożytne promienie śmierci Archimedesa. - Sprzątanie po skunksie – najskuteczniejszy środek. - Kuloodporne przedmioty. | USA: 2004  |
| 20       | 3     | Lewitujący Pojazd (Winda Śmierci, Lewitujący Pojazd) Elevator of Death, Levitation Machine                                    | - Poduszkowiec. - Spadająca winda. | USA: 2004  |
| 21       | 4     | Czy Można Oszukać Policyjny Radar? (Oszukać Radar) Beat the Radar Detector                                                    | - Spadochron ze sklejki. - Oszukać radar policyjny. | USA: 2004  |
| 22       | 5     | Kurzawka Quicksand | - Suszarka do włosów w wannie. - Zabójcza kurzawka. - Eksplodujący tatuaż. | USA: 2004  |
| 23       | 6     | Wybuchowe Kulki (Wybuchające Łamiszczeki) Exploding Jawbreaker                                                                | - Wybuchowe łamiszczęki. - Działo elektrostatyczne. - Śmiercionośne karty. | USA: 2004  |
| 24       | 7     | Ping Pongowy Ratunek Ping Pong Rescue                                                                                         | - Piłeczki pingpongowe do wydobycia zatopionej łodzi. - Czy baloniki uniosą dziecko? | USA: 2004  |
| 25       | 8     | (Katapulta) Boom-Lift Catapult                                                                                                | - Dźwig-katapulta. - Klimatyzacja czy otwarte okna? | USA: 2004  |
| 26       | 9     | Owadobójcza Bomba (Wybuchający Dom) Exploding House                                                                           | - Wybuchający aerozol. - Rozmawianie z roślinami. - Igła w stogu siana. | USA: 2004  |
| 27       | 10    | Astronauta z Dynastii Ming Ming Dynasty Astronaut                                                                             | - Astronauta z dynastii Ming. - Darmowa energia. - Zabójczy wiatrak sufitowy. | USA: 2004  |
| 28       | 11    | Brązowy Dźwięk Brown Note | - Zmieciony strzałem. - Brązowy dźwięk. - Chińska tortura wodna. | USA: 2005  |
| 29       | 12    | (Ucieczka Dzięki Salsie) Salsa Escape                                                                                         | - Czyszczenie betoniarki dynamitem. - Ucieczka z więzienia dzięki salsie. | USA: 2005  |
| 30       | 13    | Eksplodująca Toaleta Exploding Port-a-Potty                                                                                   | - Samochodowy skok o tyczce. - Wybuchowa przenośna toaleta. | USA: 2005  |
| 31       | 14    | Czy Kichanie Jest Zaraźliwe? Is Sneezing Contagious?                                                                          | - Resorak vs samochód. - Czy kichanie jest zaraźliwe? - Czy tosty zawsze spadają posmarowanym w dół? | USA: 2005  |
| 32       | 15    | Chłodzenie Sześciopaku Cooling a Six-Pack                                                                                     | - Sposoby na szybkie chłodzenie piwa. - Starożytne baterie. | USA: 2005  |
| Seria 3  |       | | |            |
| Seria 4  |       | | |            |
|          | 1     | (Rakieta Konfederatów) Confederate Rocket                                                                                     | - Rakieta konfederatów. | USA: 2005  |
|          | 2     | (Mity o Wódce) Vodka Myths | - Samochód sprasowany przez ciężarówki. - Wódka zwalcza brzydki zapach. | USA: 2005  |
|          | 3     | Amputacja Stalowym Noskiem Steel Toe-Cap Amputation                                                                           | - Amputacja palców stalowym noskiem buta. - Odrzutowy plecak napędzany butelkami z wodą. | USA: 2005  |
|          | 4     | (Choroba Morska − Zabić lub Wyleczyć) Seasickness − Kill or Cure                                                              | - Choroba morska – radykalna terapia. - Otwarta klapa pick-upa zmniejsza zużycie paliwa. | USA: 2005  |
|          | 5     | Czy z Papieru Da Się Zrobić Zabójczą Kuszę? (Papierowa Kusza) Paper Crossbow                                                  | - Papierowa kusza. - Mity o wódce, cz. 2. | USA: 2006  |
|          | 6     | Jak Można Poszatkować Samolot? (Poszatkowany Samolot) Shredded Plane                                                          | - Poszatkowany samolot. - Ognisko bez zapałek. | USA: 2006  |
|          | 7     | Słoneczna Zapalarka Archimedesa (Promienie Śmierci Archimedesa) Archimedes Death Ray                                          | - Starożytne promienie śmierci Archimedesa, część 2. | USA: 2006  |
|          | 8     | Piłka z Helem Helium Football                                                                                                 | - Czy piłka wypełniona helem poleci dalej? - Łapanie pocisków zębami. | USA: 2006  |
|          | 9     | Czy Benjamin Franklin Odkrył Elektryczność? (Latawiec Franklina) Franklin's Kite                                              | - Latawiec Franklina. - Zabójcze gazy. - Wybuchające bąki. | USA: 2006  |
|          | 10    | Czy Telefon Komórkowy Może Spowodować Katastrofę Lotniczą? (Telefony Komórkowe w Samolocie) Cell Phones on Planes             | - Latający ponton. - Telefon komórkowy w samolocie. | USA: 2006  |
|          | 11    | Czy Spadająca Kula Może Zabić? (Pociski Wystrzelone w Górę) Bullets Fired Up                                                  | - Czy pocisk wystrzelony w górę może spaść na ziemię zabijając strzelca? - Mity o wódce, cz. 3. | USA: 2006  |
|          | 12    | ? (Mity Ponownie) Myths Re-Opened                                                                                             | - Pancerna woda. - Rozszczepiona strzała. - Rakieta na salami. | USA: 2006  |
|          | 13    | Kontrola Umysłu Mind Control                                                                                                  | - Malowanie mieszkania sposobem Jasia Fasoli. - Kontrola umysłu. | USA: 2006  |
|          | 14    | ? Wybuchające Spodnie) Exploding Pants                                                                                        | - Wybuchające spodnie. - Czy producenci samochodów spikują z koncernami naftowymi, produkując paliwożerne samochody? | USA: 2006  |
|          | 15    | (Armata Parowa) Steam Cannon                                                                                                  | - Działo parowe Archimedesa. - Pudełko po płatkach śniadaniowych ma więcej składników odżywczych niż same płatki. | USA: 2006  |
|          | 16    | Czy Wir Może Zabić? / Czy Pędzący Pług Śnieżny Może Zdnuchnąć z Drogi Samochód? (Wir Wodny / Pług Śnieżny) Whirlpool/Snowplow | - Czy wir wodny na morzu wciągnie pług śnieżny? - Samochód zdmuchnięty z drogi przez pług śnieżny. | USA: 2006  |
|          | 17    | (Przestępstwa i Postawy Mitów 1) Crimes and Myth-Demeanors 1                                                                  | Włamania w filmowym stylu: - Wspinaczka szybem wentylacyjnym - Laserowy czujnik ruchu - Czujnik nacisku - Filmowe sposoby otwierania sejfu. | USA: 2006  |
|          | 18    | (Przestępstwa i Postawy Mitów 2) Crimes and Myth-Demeanors 2                                                                  | - Pokonać czytnik linii papilarnych. - Jak obejść czujnik ruchu. - Otwieranie sejfu nitrogliceryną. | USA: 2006  |
|          | 19    | Czy Bardzo Mocne Stereo Może Zniszczyć Samochód? (Niszczycielski Subwoofer) Shattering Subwoofer                              | - Niszcząca siła subwoofera. - Czy gdy jadziemy samochodem po wybojach mniej będzie trzęsło, gdy pojedziemy szybko? | USA: 2006  |
|          | 20    | Czy Przy Silnym Wietrze Źdźbło Może Przebić Palmę? (Śmiercionośna Słoma) Deadly Straw                                         | - Śmiercionośna słoma. - Percepcja pierwotna. | USA: 2006  |
|          | 21    | Maszyna do Robienia Trzęsień Ziemi Maszyna do Trzęsień Ziemi) Earthquake Machine                                              | - Maszyna do trzęsień ziemi Nikoli Tesli. - Eksplodująca lampa lawowa. | USA: 2006  |
|          | 22    | (Cola i Mentosy) Mentos and Soda                                                                                              | - Cola i mentosy. - Znaczek pocztowy na łopacie wirnika śmigłowca może wywołać katastrofę. | USA: 2006  |
|          | 23    | Czy Stalowa Lina Może Przeciąć Człowieka na Pół? Zabójcza Lina) Killer Cable Snaps                                            | - Czy zerwana lina przetnie człowieka na pół? - Nagrania zarejestrowane na starożytnych naczyniach. | USA: 2006  |
|          | 24    | Czy Betonowy Szybowiec Może Latać? (Betonowy Szybowiec) Concrete Glider                                                       | - Zdmuchnięty z peronuprzez pociąg. - Szybowiec z betonu. | USA: 2006  |
|          | 25    | Rakieta z Butli Gazowej) Air Cylinder Rocket                                                                                  | - Zdmuchnięty z peronuprzez pociąg. - Szybowiec z betonu. | USA: 2006  |
|          | 26    | (Rewizja Mitów) More Myths Revisited                                                                                          | Powtórka: - Rakieta na salami - Czy przyłożenie dłoni do szyby zapobiegnie jej stłuczeniu przez kamień? - Dźwięk zapisany na płótnie - Klapa opuszczona vs podniesiona. | USA: 2006  |
|          | 27    | Czy Jednorazowa Zapalniczka Może Zrobić Boom? (Eksplodująca Zapalniczka) Exploding Lighter                                    | - Eksplodująca zapalniczka. - Rewolwerowcy potrafili przestrzelić spadającą monetę. - Dźwięk zapisany na płótnie - Klapa opuszczona vs podniesiona | USA: 2006  |
|          | 28    | Czy Antygrawitacja to Naukowy Fakt czy Fikcja? Urządzenie Antygrawitacyjne) Anti-Gravity Device                               | - Czy lampki choinkowe mogą podpalić choinkę? - Urządzenie antygrawitacyjne. | USA: 2006  |
|          | 29    | Mity o Broni Firearms Folklore                                                                                                | - Odwrócony pocisk. - Młotek vs młotek – czy uderzone o siebie eksplodują? - Strzał w lunetę. - Walka pocisków. | USA: 2006  |
|          | 30    | Czy Wybuch Może Ocalić Przed Upadkiem z 6.000 Metrów? Upadek z 6.000 Metrów) 22,000-Foot Fall                                 | - Strzelec, który wypadł z samolotu, przeżył upadek z 6700 metrów, ponieważ spadł na wybuchającą właśnie stację kolejową. - Czy wyłączane światła za każdym razem, gdy wychodzimy z pokoju oszczędza energię czy zużywa jej więcej? | USA: 2006  |
| Seria 5  |       | | |            |
|          | 1     | (Tajemnica Hindenburga) Hindenberg Mystery                                                                                    | - Co było przyczyną pożaru na pokładzie sterowca Hindenburg – wodór czy poszycie z termitu? - Czy łatwiej uciec przed krokodylem wykonując zygzaki? | USA: 2007  |
|          | 2     | Jak Najlepiej Uciec z Tonącego Samochodu? (Podwodny Samochód) Underwater Car                                                  | - Adam próbuje się wydostać z zatopionego samochodu. - Czy papier można złożyć więcej niż 7 razy? | USA: 2007  |
|          | 3     | (Fotoradary) Speed Cameras | - Fotoradary – jak je oszukać? - Eksplodujące plastry nitroglicerynowe. | USA: 2007  |
|          | 4     | (Mity o Psach) Dog Myths | - Czy starego psa nie można nauczyć nowych sztuczek? - Jak pokonać psa obronnego? - Zgubić bloodhounda. | USA: 2007  |
|          | 5     | (Kolejna Rewizja Mitów) More Myths Revisited                                                                                  | - Szalony puzonista. - Czy jeżeli włożymy palec do lufy pistoletu, to lufa wybuchnie? - Śmiertelny strzał w lunetę. - Młotek vs młotek. | USA: 2007  |
|          | 6     | Czy Ludzki Głos Może Zdmuchnąć Ogień? (Głosowa Gaśnica) Voice Flame Extinguisher                                              | - Gaszenie ognia za pomocą głosu. - Hipnoza: kilka teorii. | USA: 2007  |
|          | 7     | (Ptaki w Ciężarówce) Birds in a Truck”                                                                                        | - Czy ptaki latające w ciężarówce sprawią, że pojazd stanie się lżejszy? - Rozszczepiona łódź. | USA: 2007  |
|          | 8     | (Bieganie po Wodzie) Walking on Water                                                                                         | Odcinek poświęcony sztukom walki. - Chodzenie po wodzie. - Łapanie miecza i strzał rękoma. | USA: 2007  |
|          | 9     | Dziki Zachód (Westernowe Mity) Western Myths                                                                                  | - Zestrzeliwanie kapelusza z głowy. - Śmiercionośna poduszka powietrzna. - Ucieczka z więzienia w starym westernowym stylu. | USA: 2007  |
|          | 10    | (Mity o Ciężarówkach) Big Rig Myths                                                                                           | - Czy eksplodująca opona ciężarówki może urwać głowę? - Jazda w tunelu aerodynamicznym „tira”. - Wjazd do naczepy podczas jazdy. | USA: 2007  |
|          | 11    | (Śnieżny Odcinek Specjalny) Snow Special                                                                                      | - Jodłowanie albo strzelenie z bicza może wywołać lawinę. - Czy język naprawdę może przymarznąć do słupa? - Jazda po lodzie. | USA: 2007  |
|          | 12    | Czy Hollywoodki Heroizm Rzeczywiście Może Uratować Innych Przed Skutkami Wybuchu Granatu? (Granaty i Flaki) Grenades and Guts | - Czy można skutecznie ochronić ludzi przed wybuchającym granatem? - Autohipnoza. - Rozerwany żołądek od koli i mentosów. | USA: 2007  |
|          | 13    | (Bejsbolowe Mity) Baseball Myths                                                                                              | - Czy piłka poleci dalej, gdy zostanie uderzona kijem wypełnionym korkiem? - Przechowywanie piłek w wilgotnym pomieszczeniu skraca ich lot. - Podkręcanie piłek. - Wślizg umożliwia szybsze dostanie się do bazy. - Czy można tak uderzyć piłkę, aby zerwać z niej skórę? | USA: 2007  |
|          | 14    | (Odcinek Specjalny dla Widzów) Viewer's Special                                                                               | - Kichanie z otwartymi oczami spowoduje ich wyskoczenie. - Czy przestawienie na bieg wsteczny zatrzyma samochód? - Wybuchający samochód. - Co zatrzyma nóż? - Zabójcze niedopałki. - Włamywanie się do samochodu piłeczką tenisową. | USA: 2007  |
|          | 15    | (Godzina z Superbohaterami) Superhero Hour                                                                                    | - Podręczny harpun. - Czy gdy uderzy się kogoś mając pierścień na palcu, to powstanie odcisk w jego kształcie? - Przebieranie w budce telefonicznej. - Skręcanie Batmobilem pod kątem 90 stopni. | USA: 2007  |
|          | 16    | Płachta na Byka (Czerwona Płachta na Byka) Red Rag to a Bull                                                                  | - Amunicja w piekarniku. - Czy czerwona płachta naprawdę denerwuje byka? - Naboje i puszki z aerozolem w ognisku. - Byk w składzie porcelany. | USA: 2007  |
|          | 17    | (Ewolucja Mitu) Myth Evolution                                                                                                | - Czy wojownik ninja potrafi odbić pocisk dłonią? - Oddychanie powietrzem z opony samochodu. - Poduszka powietrzna może urwać kciuki. - Rewizja: Pokonać fotoradar. - Eksplodujące czipy. | USA: 2007  |
|          | 18    | (Pionierzy) Trailblazers | - Ścieżka z paliwa za samochodem. - Defibrylator i stanik z drutami usztywniającymi. - Ścieżka z prochu strzelniczego. | USA: 2007  |
|          | 19    | (Wybuchający Bojler) Exploding Water Heater                                                                                   | - Czy bojler na wodę może wystrzelić przez dach? - Czy osoba ciągnięta przez konia po ziemi może podpalić dżinsy? - Mordercze jeansy. | USA: 2007  |
|          | 20    | Czy Ustrzelić Rybę w Beczce Faktycznie Jest Tak Łatwo Jak Się Mówi? (Ustrzelić Rybę w Beczce) Shooting Fish in a Barrel       | - Czy rzeczywiście tak łatwo zabić rybę pływającą w beczce? - Co najlepiej łagodzi ostry smak papryczek? - Słonie i myszy. | USA: 2007  |
|          | 21    | (Piraci 2) Pirates 2 | Pogromcy mitów po raz kolejny szukają prawdy w legendach i opowieściach o piratach. Tym razem zainspirował ich film „Piraci z Karaibów”. - Piracka łódź podwodna. - Grób na plaży. - Strzelanie z armaty sztućcami, butelkami z winem, drewnianą nogą. | USA: 2007  |
|          | 22    | Czy Para Może Stanowić Napęd Karabinu Maszynowego? (Parowy Karabin Konfederatów) Confederate Steam Gun                        | - Rakieta konfederatów. - Jak oszukać wykrywacz kłamstw? | USA: 2007  |
|          | 23    | Specjalny Odcinek Lotniczy (Godzina w Samolocie) Airplane Hour                                                                | - Czy osoba bez przeszkolenia lotniczego może bezpiecznie sprowadzić samolot na ziemię? - Mity spadochronowe. | USA: 2007  |
|          | 24    | (James Bond, Część 1) James Bond, Part 1                                                                                      | - Czy elektromagnes w zegarku jest w stanie zmienić tor pocisku? - Wybuchająca butla z propanem. - Skok motorówką przez groble. | USA: 2008  |
|          | 25    | Czy Ołów Może Być Lżejszy od Powietrza? (Ołowiany Balon) Lead Balloon                                                         | - Ołowiany balon. - Czy za pomocą dynamitu można stworzyć falę dla surferów? | USA: 2008  |
|          | 26    | Samolot na Taśmociągu Airplane on a Conveyor Belt                                                                             | - Samolot startujący z taśmociągu. - Karaluchy i promieniowanie. - Czy zamrożona pianka do golenia po rozmarznięciu wypełni samochód? | USA: 2008  |
|          | 27    | (James Bond, Część 2) James Bond, Part 2                                                                                      | - Wybuchowe pióro kulkowe Agenta 007. - Odcinane głowy kapeluszem - Czy stalowa szczęka może zerwać metalową linę? - Wstrząśnięte czy zmieszane? | USA: 2008  |
|          | 28    | (Odcinek Specjalny dla Widzów 2) Viewer's Special 2                                                                           | - Grot strzały - Ścinanie drzewa karabinem maszynowym. - Czernidło pod okiem absorbuje światło. - Zjazd po linie na dżinsach. - Czy iskra „pójdzie” ścieżką z prochu, a następnie spowoduje wybuch niesionej przez kogoś beczki z prochem? | USA: 2008  |
|          | 29    | (MacGyverowe Mity) MacGyver Myths                                                                                             | - Bomba sodowa MacGyvera. - Czy możliwe jest zbudowanie samolotu z pędów bambusa, toreb na śmieci, taśmy klejącel i silnika od betoniarki? - Wyścig. | USA: 2008  |
| Seria 6  |       | | |            |
|          | 1     | (Alaskijski Odcinek Specjalny) Alaska Special                                                                                 | - SUV pod lodem. - Zderzenie z łosiem. - Zwariować na odludziu. | USA: 2008  |
|          | 2     | (Lądowanie na Księżycu) NASA Moon Landing                                                                                     | Czy lądowanie na Księżycu w 1969 roku to mistyfikacja NASA? - Fałszywe zdjęcia. - Ślady stóp na Księżycu. - Zmniejszona grawitacja czy spowolnione nagranie? - Łopocząca flaga. - Odblaski na Księżycu. | USA: 2008  |
|          | 3     | (Wybuchający Stek) Exploding Steak                                                                                            | - Czy można za pomocą materiałów wybuchowych zmiękczyć befsztyk? - Agresywna jazda vs bezpieczna jazda. | USA: 2008  |
|          | 4     | (Ninja 2) Ninjas 2 | - Łapanie strzał cz. 2. - Dmuchawka. - „Uderzenie 1-calowe”. | USA: 2008  |
|          | 5     | Niewidomy Kierowca Blind Driving                                                                                              | - Niewidomy za kierownicą. - Mity golfowe. | USA: 2008  |
|          | 6     | (Wiralna Godzina) Viral Hour                                                                                                  | - Lewitujący samochód. - Mdlejące kozy. - Działo trocinowe. - Łódka na „niewidzialnej wodzie”. | USA: 2008  |
|          | 7     | Książka Telefoniczna i Tarcie Phone Book Friction                                                                             | - Dwóch połączonych ze sobą książek telefonicznych nie da się rozdzielić. - Prowizoryczna bomba głębinowa. | USA: 2008  |
|          | 8     | (Wodny Paralizator) Water Stun Gun                                                                                            | - Wodny paralizator. - Gaśnica w ognisku. - Chodzenie po rozżarzonych węglach | USA: 2008  |
|          | 9     | (Motocyklowe Salto) Motorcycle Flip                                                                                           | - Motocyklowe salto. - Ucieczka z więzienia. | USA: 2008  |
|          | 10    | (Ucieczka z Trumny) Coffin Punch                                                                                              | - Co jest kuloodporne? cz. 2 - Ucieczka z trumny. | USA: 2008  |
|          | 11    | (Koniec z Hukiem) End With a Bang                                                                                             | - Polerowanie kupy. - Czy lepiej brać coś z biegu? - Lepiej kończyć z hukiem. | USA: 2008  |
|          | 12    | Naciągane Bajki Far-Fetched Fables                                                                                            | - Zabójczy bambus. - Metale alkaliczne w wodzie. - Alkohol ochładza. - Wybuchowy fortepian. | ?          |
| Seria 7  |       | | |            |
|          | 1     | Wybuchające Zderzaki Exploding Bumper                                                                                         | - Wybuchające zderzaki. - Strzała wystrzelona z konia w galopie ma większą siłę przebicia. | USA: 2009  |
|          | 2     | Bananowy Ślizg / Dwukrotne Maczanie Banana Slip / Double-Dip                                                                  | - Skórka od banana. - Diamenty domowej roboty. - Ponowne maczanie nadgryzionego czipsa w dipie jest tak samo niehigieniczne, jak moczanie w nim ust. | USA: 2009  |
|          | 3     | Pływanie w Syropie Swimming in Syrup                                                                                          | - Pływanie w syropie. - Otwieranie zamka w stylu MacGyvera. | USA: 2009  |
|          | 4     | (YouTube'owy Odcinek Specjalny) YouTube Special                                                                               | - Bomba zapałczana. - Kula z klocków lego. - Płonące opony. - Głośnik z papierowego talerza. | USA: 2009  |
|          | 5     | Jazda w Deszczu Kabrioletem (Samochód kontra Deszcz) Car vs. Rain                                                             | - Kabriolet w deszczu. - Kukurydziane pandemonium. | USA: 2009  |
|          | 6     | Huśtawkowa Saga Seesaw Saga                                                                                                   | - Huśtawkowa saga. | USA: 2009  |
|          | 7     | (Alaskijski Odcinek Specjalny) Alaska Special                                                                                 | - Pykretowe szaleństwo. - Rozszczepiony samochód. | USA: 2009  |
|          | 8     | Ucieczka z Więzienia, Część 2 Prison Escape                                                                                   | - Jazda na dachu samochodu. - Przecinanie krat nicią dentystyczną. - Ucieczka przy pomocy armaty i kuli u nogi. | USA: 2009  |
|          | 9     | Podkręcanie Pocisku Curving Bullets                                                                                           | - Pękanie szkła. - Podkręcanie pocisku. | USA: 2009  |
|          | 10    | (Termit vs Lód) Thermite vs. Ice                                                                                              | - Termit kontra lód. - Strzelanie z głośnika. - Urwany kciuk. | USA: 2009  |
|          | 11    | Udarowa Deskarpetyzacja (Wyskoczyć ze Skarpet) Knock Your Socks Off                                                           | - Pocisk wystrzelony vs. pocisk upuszczony. - Czy można uderzyć kogoś tak, żeby wyskoczył ze skarpet? | USA: 2009  |
|          | 12    | 102 Zastosowab Taśmy Klejącej (Godzina z Taśmą Duct Tape)< Duct Tape Hour                                                     | - Podnoszenie samochodu na taśmie klejącej. - Działo z taśmy. - Łatanie łodzi i łódź z taśmy duct tape. | USA: 2009  |
|          | 13    | Dom i Huragan (Huragan i Okna) Hurricane Windows                                                                              | - Czy podczas huraganu lepiej zamykać okna w domu czy otwierać? - Rozbita głowa. - Wybuchająca choinka. | USA: 2009  |
|          | 14    | Kuchenne Katastrofy (Płonący Tłuszcz) Greased Lightning                                                                       | - Płonący tłuszcz + woda. - C4 w mikrofalówce. - Serowa armata. | USA: 2009  |
|          | 15    | Ewolucja Mitów Myth Evolution                                                                                                 | - Rakietowy bojler. - Strzelanie zza rogu. - Jazda na dachu samochodu cz. 2. - Otwieranie kłódki ciekłym azotem. - Przecięte auto. | USA: 2009  |
|          | 16    | Samochodowa Kraksa (Wypadek i Wybuch) Crash and Burn                                                                          | - Czy samochód, który spadnie z urwiska zawsze musi wybuchnąć? - Rakieta domowej roboty. | USA: 2009  |
|          | 17    | Masakra Mini Mitów Mini Myth Mayhem                                                                                           | - Czy kokos bez opakowania wysłany pocztą dojdzie do adresata? - Zapalanie zapałek za pomocą pistoletu. - Świeczka z woskowiny usznej. - Czy śpiący człowiek, któremu wsadzimy rękę do wody, zmoczy się w nocy? - Armata z bambusa. - Dłoń w płynnym ołowiu. | USA: 2009  |
|          | 18    | (Nurkowanie w Śmietniku) Dumpster Diving                                                                                      | - Skok do śmietnika. - Czy jeżeli pęknie przewód z powietrzem to nurek zostanie wciągnięty do hełmu? | USA: 2009  |
|          | 19    | Musująca Ucieczka (Ucieczka z Więzienia przy Pomocy Leku na Zgagę) Antacid Jail Break                                         | - Ucieczka z więzienia przy pomocy środka na zgagę. - Jazda w nocy bez świateł mijania. | USA: 2009  |
|          | 20    | Zdrowy i Cały Unarmed and Unharmed                                                                                            | - Czy strzelając w pistolet przeciwnika, wytrącisz mu go z ręki? - Skok autobusem przez wyrwę w estakadzie. | USA: 2009  |
|          | 21    | Paskudztwa i Brudy (Ukryte Paskudztwa) Hidden Nasties                                                                         | - Szczurzy mocz na puszkach koli. - Skok samochodem przez jezioro. - Muszla klozetowa najczystszym miejscem w domu. | USA: 2009  |
| Seria 8  |       | | |            |
|          | 1     | (Kula-Bumerang) Boomerang Bullet                                                                                              | - Czy pocisk może odbić się trzy razy, wrócić i zabić strzelającego? - Cała prawda o średniowiecznym zwyczaju strzelania zakażonymi ciałami zmarłych z katapult przez mury zamków. | USA: 2010  |
|          | 2     | Zabójcza Woda Sodowa Soda Cup Killer                                                                                          | - Czy kubek z mrożoną wodą sodową rzucony na szybę przejeżdżającego samochodu przebije ją i zabije kierowcę? - Czy można utrzymać się krawędzi budynku na palcach rąk? - Czy wisząc na płozie lecącego helikoptera można wspiąć się do środka? | USA: 2010  |
|          | 3     | Podwodny Schron Dive to Survive                                                                                               | - Czy można uciec przed falą uderzeniową nurkując? - Pancerne książki telefoniczne. | USA: 2010  |
|          | 4     | Ucieczka Agenta Spy Car Escape                                                                                                | - Jak zgubić pościg? - Czy jeżeli przedmiot poruszający się do przodu zostanie wystrzelony z tą samą prędkością w tył, to spadnie pionowo w dół? | USA: 2010  |
|          | 5     | Cios Butelką Bottle Bash | - Czy uderzenie pustą butelką po piwie spowoduje więcej obrażeń niż pełną? - Armata ze skóry. | USA: 2010  |
|          | 6     | (Kontrola Mitów) Mythssion Control                                                                                            | Rewizja: - Mit-retrospekcja: „Zderzenie dwóch pojazdów z prędkością 80 km/h odpowiada jednostronnemu uderzeniu z prędkością 160 km/h” - Wyskakiwanie ze skarpet, część 2. | USA: 2010  |
|          | 7     | (Bez Pracy Nie Ma Kołaczy) No Pain, No Gain                                                                                   | - Kobiety lepiej znoszą ból. - Rakieta z butli gazowej. - Czy rudzi są bardziej podatni na ból? - Przekleństwa uśmierzają ból. | USA: 2010  |
|          | 8     | 102 Zastosowania Taśmy Klejącej (Godzina z Taśmą Duct Tape 2) Duct Tape Hour 2                                                | Pogromcy znowu przetestują możliwości taśmy duct tape: - Most z taśmy klęjącej - Naprawa samochodu - Zatrzymywanie pojazdu zaporą z taśmy. | USA: 2010  |
|          | 9     | Wodna Zjeżdżalnia Waterslide Wipeout                                                                                          | - Zjeżdżalnia wodna. - Chcesz oszczędzić na paliwie? Nie skręcaj w lewo! | USA: 2010  |
|          | 10    | (Kula ognia z Paralizatora) Fireball Stun Gun                                                                                 | - Czy gaz pieprzowy i strzał z paralizatora wytworzy kulę ognia? - Człowiek wystrzelony w powietrze przy pomocy fajerwerków. | USA: 2010  |
|          | 11    | Katar (Fikcja Grypowa) Flu Fiction                                                                                            | - Czy można kichnąć na 9 metrów z prędkością 160 km/h? - Gilotyna z szyby niesionej przez tornado. - Czy można zarazić się katarem? | USA: 2010  |
|          | 12    | Tornado (Burzowe Mity) Storm Chasing Myths                                                                                    | Adam i Jamie eksperymentują z żywiołami. - Czy samochody łowców tornad na pewno są odporne na huragany? - Przenośny schron. | USA: 2010  |
|          | 13    | Wygrać z Psem Tropicielem, Część 2 (Włosy Psa) Hair of the Dog                                                                | - Repeta: Jak zgubić bloodhounda. - Oszukać psa. | USA: 2010  |
|          | 14    | Szybkostrzelna Balista Arrow Machine Gun                                                                                      | - Starożytna broń. - Zmęczenie vs jazda na podwójnym gazie. | USA: 2010  |
|          | 15    | Zimne Stopy Cold Feet | Tym razem Pogromcy mitów szukają prawdy w dwóch angielskich powiedzeniach: - Kupa na wentylatorze? - Zimne stopy ze strachu. | USA: 2010  |
| Seria 9  |       | | |            |
|          | 1     | Projektowanie Wsteczne Reverse Engineering                                                                                    | - Samochody z lat 70 są bardziej aerodynamiczne z tyłu niż z przodu. - Śmiercionośna deska surfingowa. | 08.02.2011 |
|          | 2     | Obrusowa Masakra Tablecloth Chaos                                                                                             | - Ściąganie obrusu bez niszczenia zastawy. - Czy naprawdę używamy tylko 10% swojego mózgu? | 09.02.2011 |
|          | 3     | (Szaleństwo MiniMitówa) MiniMyth Madness                                                                                      | - Elegancki smoking pod kombinezonem do nurkowania. - Lekko niedopompowane opony znacznie zwiększają zużycie paliwa. - Substytut kamizelki kuloodpornej. - Czy rzeczywiście tak łatwo zabrać dziecku lizaka? - Błyskawicznie zamarzające piwo. | 10.02.2011 |
|          | 4     | Dachowanie pod Wodą Inverted Underwater Car                                                                                   | - Samochód pod wodą. - Strzał z pistoletu przez karton mleka zapobiegnie wybuchowi gazu. | 11.02.2011 |
|          | 5     | Odcinek Specjalny: Cała Prawda o Robalach Bug Special                                                                         | - 1000 pszczół uniesie laptopa. - Woda odstrasza muchy. - Owad-morderca. | 14.02.2011 |
|          | 6     | (Odcinek Specjalny: Zielony Szerszeń) Green Hornet Special                                                                    | Mity z filmu „Zielony szerszeń”: - Latający buldożer - Czy winda przetnie samochód na pół? | 15.02.2011 |
|          | 7     | (Wyzwanie od Prezydenta) President’s Challenge                                                                                | - Zwierciadło Archimedesa. - Samochodowe salto. | 07.02.2011 |
| Seria 10 |       | | |            |
|          | 1     | (operacja Walkiria) Valkyrie Boom                                                                                             | - Kulisy zamachu na Hitlera. - Otrzeźwiający cios w twarz. | 1.05.2011  |
|          | 2     | Mission Impossible: Kto to Jest? (Maska z Mission Impossible) Mission Impossible Mask                                         | - Czy można zmienić swoją tożsamość przy pomocy gumowej maski, tak jak w „Mission: Impossible”? - Obracanie karuzeli pistoletem. | 2.05.2011  |
|          | 3     | (Bieganie po Wodzie) Running on Water                                                                                         | - Bieganie po wodzie. - Jak się ochronić przed wybuchem C4? | 3.05.2011  |
|          | 4     | Niebieski Lód Blue Ice | - Wybuch metanu spowodowany przez toster. - Czy nieczystości wypuszczone z samolotu zmienią się w niebieski lód? | 30.08.2011 |
|          | 5     | Problemy z Bąbelkami Bubble Trouble                                                                                           | - Bąbelki zmniejszają wyporność wody. - Dynamitowa siekiera. | 6.09.2011  |
|          | 6     | (Dmuchaj w Swój Żagiel) Blow Your Own Sail                                                                                    | - Dźwięki z Hollywoodkich filmów. - Czy wiatrak dmuchający w żagiel wprawi w ruch statek? | 13.09.2011 |
|          | 7     | Pierwsza Torpeda Torpedo Tastic                                                                                               | - Torpedy z XIII wieku. - Strzelające butelki z winem. | 20.09.2011 |
|          | 8     | (Samochód Agenta 2) Spy Car 2                                                                                                 | - Jak zgubić pościg 2. - Pociski wirujące po lodzie. | 27.09.2011 |
|          | 9     | Uciec przed Kulą Dodge a Bullet                                                                                               | - Czy można umknąć przed pociskiem? - Upadek na beton vs upadek na wodę. | 4.10.2011  |
|          | 10    | Naprawić Oponę Fixing a Flat                                                                                                  | - Sposoby na naprawę przebitej opony. - Płonący kołowrotek wędkarski. | 11.10.2011 |
|          | 11    | Niech się Stanie Światłość Let There Be Light                                                                                 | - Światło bez żarówki. - Jak zatrzymać pędzący samochód? | 18.10.2011 |
|          | 12    | Zbroja z Papieru Paper Armor                                                                                                  | - Czy jeżeli położymy się na wodzie, to podwodny wybuch nie wywoła obrażeń? - Zbroja z papieru. | 25.10.2011 |
|          | 13    | (Chodzenie po Prostej) Walk a Straight Line                                                                                   | - Chodzenie po omacku. - Czy astrolit (dwuskładnikowy materiał wybuchowy) w bagażniku wybuchnie w wyniku wypadku? | 8.11.2011  |
|          | 14    | Motocykl kontra Samochód (Motocykle i Granatniki) Bikes and Bazookas                                                          | - Motocykle są bardziej ekologiczne od samochodów. - Wybuchający granatnik. | 15.11.2011 |
|          | 15    | (Latająca Gilotyna) Flying Guillotine                                                                                         | - Czy C4 może posłużyć, jako paliwo turystyczne? - Latająca gilotyna. | 22.11.2011 |
|          | 16    | ? (Samolot z Taśmy) Duct Tape Plane                                                                                           | - Samolot z taśmy klejącej. - Filmik z internetu: Czy można wspiąć się koparką gąsienicową na wywrotkę? | 29.11.2011 |
|          | 17    | ? (Ściekowa Katastrofa) Drain Disaster                                                                                        | - Czy iskra może wywołać wybuch metanu w ściekach i wystrzelić w powietrze włazy? - Czy wykładzina natryskowa jest niezniszczalna? | 6.12.2011  |

## Odcinki specjalne
| Tytuł odcinka                                                | Mity |
| ------------------------------------------------------------ | --- |
| Odrzucone Ujęcia Outtakes                                    | Pogromcy przedstawią wycięte z programu sceny. |
| Gorączka Zakupów Shop 'til you Drop                          | Adam i Jamie ujawniają tajemnicze sklepy, w których dokonują zakupów do, często dziwacznych, mitów.                                                                       |
| Za Kulisami Hollywood Hollywood Special                      | Kulisy obalania mitów z Hollywood. |
| ?                                                            | Kulisy Pogromców Mitów. |
| Odcinek Specjalny: Tydzień z Rekinami Shark Week Special     | Mity z filmu „Szczęki”: - Siła rekina ludojada - Cios w nos lub skrzela - Zakończenie filmu – rekin rozsadzony eksplozją butli z tlenem - Klatka zniszczona przez rekina. |
| Odcinek Specjalny: Piraci Pirate Special                     | - Śmiercionośne drzazgi. - Czy przepaska na oczy pomaga widzieć w ciemności? - Rum do czyszczenia ubrań? - Zjazd po żaglu na nożu.                                        |
| Odcinek Specjalny: Tydzień z Rekinami 2 Shark Week Special 2 | - Cios w oko. - Czy szamotanie się przyciąga rekiny? - Magnes odstrasza rekiny. - Psy przyciągają rekiny. - Latarka wabi rekiny. - Ostre papryczki odstraszają rekiny.    |
| Demolka Samochodów Demolition Derby                          | - Mit z filmu „Speed: Niebezpieczna prędkość”. - „Crashtesty” w Hollywoodzkim stylu. - Powtórka: Zderzenie dwóch ciężarówek i samochodu.                                  |
| Świąteczne Mity                                              | - Topniejący bałwan. - Zabójczy sopel. - Wybuchowy indyk. |
| Top 25 Top 25 Moments                                        | |